# Pisciformia
A Pisciformia, a rovarok (Insectia) osztályába és a kérészek (Ephemeroptera) rendjébe tartozó alrend.

Az alrendhez 
- 3 öregcsalád
- 14 család
- 166 nem
- 520 faj
- és 7 alfaj, továbbá
- 4 kihalt család
- 21 kihalt nem
- és 15 kihalt faj tartozik az alrendhez.

## Rendszerezés
Alrend: Pisciformia
- Baetoidea (Leach, 1815)
  - Siphlaenigmatidae (Penniket, 1962)
  - Baetidae (Leach, 1815)
- Heptagenioidea (Needham, 1901)
  - Isonychiidae (Burks, 1953)
  - Oligoneuriidae (Ulmer, 1914)
  - Pseudironidae (McCafferty, 1991)
  - Arthropleidae (Balthasar, 1937)
  - Erezett kérészek (Heptageniidae) (Needham, 1901)
- Siphlonuroidea (Ulmer, 1920)
  - Acanthametropodidae (Edmunds, 1963)
  - Ameletidae (McCafferty, 1991)
  - Ameletopsidae (Edmunds, 1957)
  - Ametropodidae (Bengtsson, 1913)
  - Metretopodidae (Traver, 1935)
  - Oniscigastridae (Lameere, 1917)
  - Siphlonuridae (Ulmer, 1920)